# لنکاوی
لنکاوی، که به‌طور رسمی با عنوان لنکاوی، گوهرِ کداح (به زبان مالایی: Langkawi Permata Kedah) معروف است، جزیره ای معاف از مالیات و مجمع الجزایری از ۹۹ جزیره (به اضافه پنج جزیره کوچک که در هنگام پایین‌ترین حد جزر آب در تنگه ملاکا قابل مشاهده می‌باشند) است و در فاصله ۳۰ کیلومتری ساحل شمال غربی مالزی و چند کیلومتری جنوب کو تاروتائو، نزدیک مرز تایلند واقع شده است. از لحاظ سیاسی، همراه با کواه به عنوان بزرگ‌ترین شهر خود، تحت زمامداری منطقه کداح است. پانتای سنانگ، محبوبترین ساحل جزیره و منطقه گردشگری است.

## توضیحات
یکی از مقاصد گردشگری مالزی مجمع‌الجزایر لنکاوی است که در بخش شمال غربی این کشور قرار دارد. این مجمع‌الجزایر دارای بیش از ۱۰۴ جزیره مختلف است که در سال ۲۰۰۷ میلادی در فهرست میراث جهانی یونسکو ثبت و به عنوان یک ژئوپارک جهانی معرفی شده است. بورائو بای، داتای بای و پانتای سینانگ تعدادی از محبوب‌ترین جزایر لنکاوی هستند که گردشگران از آنها بازدید می‌کنند. یکی دیگر از جاذبه‌های گردشگری این جزایر گونه‌های منحصربه‌فردی از پرندگان استوایی است که در اینجا زندگی می‌کنند. پل آسمان نیز یکی از جاذبه‌های گردشگری مشهور این منطقه است.

## جمعیت‌شناسی
از ۹۹ جزیره، فقط ۴ جزیره: لنکاوی (پولائو لنکاوی، جزیره اصلی)، تبا، رباک و دایانگ بونتینگ مسکونی هستند. تعداد جمعیت به‌طور تقریبی ۹۹٬۰۰۰ نفر می‌باشد، که حدود ۶۵٬۰۰۰ نفر از آنها در لنکاوی سکونت دارند و ۹۰ درصد آنها مالایی هستند. سایر اقوام دیگر به‌طور عمده شامل چینی‌ها، هندی‌ها و تایلندی‌ها هستند.

## گردشگری
در ۱ ژوئن سال ۲۰۰۷، جزیره لنکاوی توسط یونسکو به عنوان جایگاه ژئوپارک جهانی تعیین گردید. سه منطقه اصلی حفاظت شده، ژئو پارک ماچینچانگ کامبرین، کیلیم کارست و دیانگ بونتینگ ماربل هستند. این سه پارک محبوبترین مناطق گردشگری در ژئو پارک لنکاوی می‌باشند. در سال ۲۰۱۴، یونسکو با صدور یک «کارت زرد» به وضعیت تهدید کننده ژئو پارک هشدار داد.
تله کابین و پل آسمان
تله کابین لنکاوی بازدید کننده‌ها را به قله گونگ مت چینسانگ، محلی که پل آسمان لنکاوی واقع شده است، می‌برد. پل آسمان در سال ۲۰۱۲ جهت تعمیرات و به روز رسانی تعطیل گردید، ولی در فوریه سال ۲۰۱۵ دوباره باز شد. یک آسانسور شیب دار به نام اسکای گلاید، که بازدید کننده‌ها را از آخرین ایستگاه به پل آسمان می‌برد، در اواخر سال ۲۰۱۵ تکمیل و راه اندازی شد.
ایستگاه ابتدایی تله کابین در دهکده شرقی، مکانی که دارای بخشهای جذاب متعددی از جمله موزه هنری سه بعدی که به هنر در بهشت معروف است، قرار دارد.
ژئو پارک کیلیم کارست
ژئو پارک کیلیم کارست یک پارک جنگلی کرنا می‌باشد که شامل غارهای آهکی و به هم پیوستن مدخل سه رود است که از دهکده کیساپ به طول تقریبی ۱۰ کیلومتر تا تانجنگ رو امتداد دارد.
از رایج‌ترین جانوران حیات وحش در این ژئوپارک، خفاشها، کروکودیلها، عقابها، بزمجه، ماهی‌خورک‌های رودخانه‌ای، ماکاک، سمور آبی، مارها و خرچنگ درخت کرنا هستند.
برج ماها لنکاوی
برج ماها یک برج در کواه است، به عنوان بخشی از پروژه لنکاوی، آخرین جذابیتی است که افزوده شده است. این برج تا داتاران لانگ، حدود ۱٫۴ کیلومتر فاصله دارد.